# Grammia williamsii
Grammia williamsii là một loài bướm đêm thuộc phân họ Arctiinae, họ Erebidae.